# Avenida General Alberto Carlos M. Lima
A Avenida General Alberto Carlos M. Lima é uma das principais vias da cidade de Campo Grande, no estado do Mato Grosso do Sul, Brasil.